# 6530 Adry
6530 Adry eller 1994 GW är en asteroid i huvudbältet som upptäcktes den 12 april 1994 av den italienske astronomen Vincenzo Silvano Casulli vid Colleverde-observatoriet. Den är uppkallad efter upptäckarens son, Adriano Casull.
Asteroiden har en diameter på ungefär 6 kilometer och den tillhör asteroidgruppen Eunomia.